# Castelnuovo Nigra
Castelnuovo Nigra là một đô thị ở tỉnh Torino trong vùng Piedmont, có vị trí cách khoảng 40 km về phía bắc của Torino, nước Ý. Tại thời điểm ngày 31 tháng 12 năm 2004, đô thị này có dân số 424 người và diện tích là 28,6 km².
Castelnuovo Nigra giáp các đô thị: Traversella, Trausella, Frassinetto, Castellamonte, Rueglio, Cintano, Colleretto Castelnuovo, Lugnacco, Borgiallo, và Vistrorio.